# Valle del Elvo

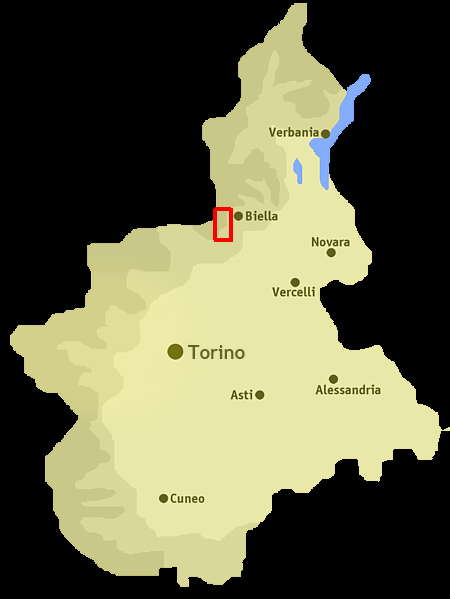
Ubicación del Valle del Elvo en Piamonte

El Valle del Elvo (en italiano Valle dell'Elvo) es un valle situado al norte del Piamonte. Está atravesado en toda su longitud por el Río Elvo, cuyas aguas confluyen en el Cervo.

## Geografía

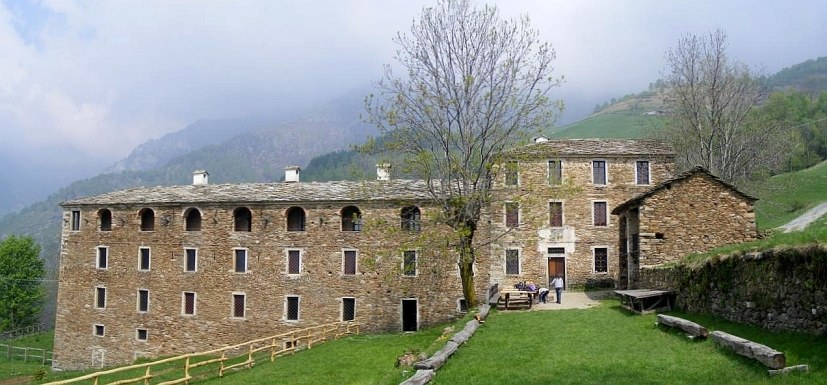
La Trappa di Sordevolo

Los centros principales del valle son Occhieppo Superiore, Occhieppo Inferiore, Camburzano, Muzzano, Sordevolo y Pollone.
Está delimitado por estas fronteras:
| Norte            | Este             | Sur              | Oeste            |
| * Valle de Aosta | * Valle de Aosta | * Llanura padana | * Valle de Oropa |

### Montañas principales
- Monte Mars - 2.600 m
- Monte Rosso - 2.374 m
- Monte Mucrone - 2.335 m
- Monte Bechit - 2.320 m